# Audrey Bitoni

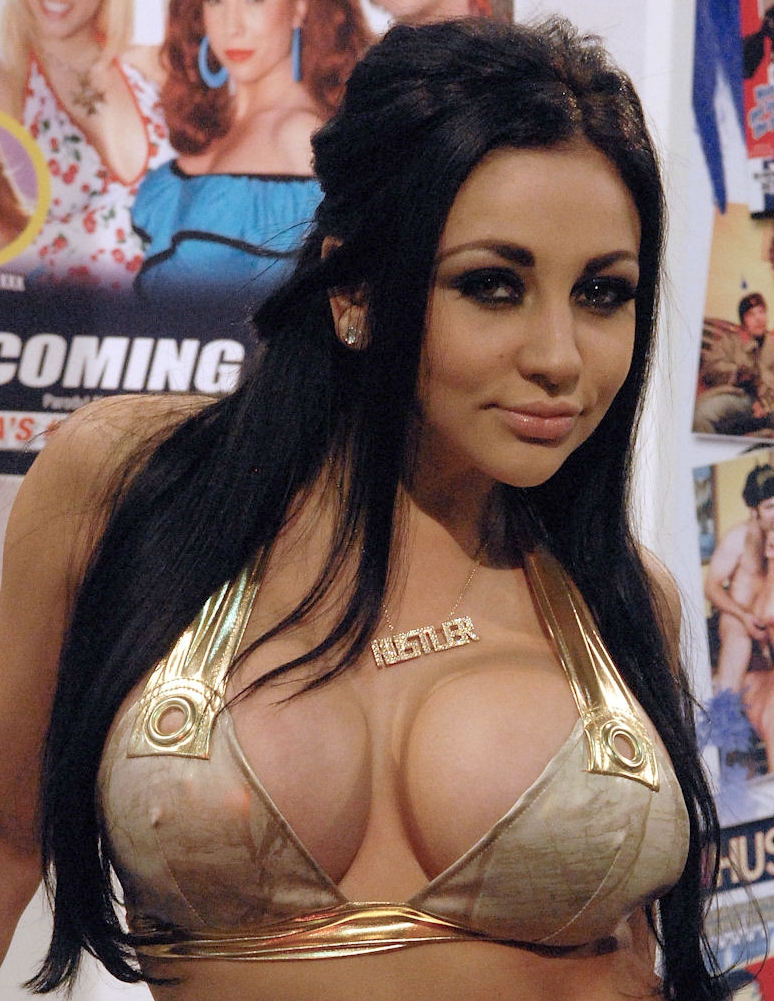
Audrey Bitoni

Audrey Bitoni (n. 16 august 1986) este o actriță porno și fotomodel. A fost nominalizată în 2008 la AVN Best New Starlet Award.

## Biografie
Audrey Bitoni a fost născută în 1986 Pasadena, California într-o familie spaniolo-germană. Ea locuiește momentan în Los Angeles County.
A apărut pe coperta din noiembrie 2008 a revistei Penthouse, fiind nominalizată la categoria „Pet of the Month” a publicației.

## Premii
- 2008: AVN Award, nominalizată — Best New Starlet[2]
- 2008: Nightmoves Awards, nominalizată — Best New Starlet[3]
- 2009 AVN Award, nominalizată — Best All-Girl 3-Way Sex Scene pentru No Man's Land 43[5]